# Ligne 10 (Infrabel)
Pour les articles homonymes, voir Ligne 10.
La ligne 10 était initialement une ligne industrielle de chemin de fer belge du port d'Anvers (rive gauche) embranché sur la ligne 59 (Anvers - Gand). Avec l'extension de cette partie du port au début des années 2000, il est apparu nécessaire de poser une nouvelle ligne entre ce port et la rive droite afin de désengorger cette ligne et notamment le pertuis ferroviaire du Tunnel Kennedy qu'elle emprunte. Cette extension fut inaugurée en 2014 avec l'ouverture du tunnel Antigone (nl) (ou tunnel ferroviaire de Liefkenshoek).

## Histoire
- En 1968/69, les autorités anversoises initie le développement d'une extension du port sur la rive gauche en gelant tout permis de construire et en commençant à exproprier des terrains pour la construction de l'écluse de Kallo.
- C'est seulement en 1976 qu'un accord politique est trouvé entre la province de Flandre-Orientale et les autorités portuaires. Rapidement, un premier tronçon de ligne est posé (en 1978) comme ligne industrielle 229 afin de desservir les chantiers de creusement.
- Les premiers docks sont opérationnels 10 ans plus tard. Le "faisceau Sud" devient le cœur ferroviaire du Waaslandhaven, d’où rayonnent plusieurs embranchements.
- En 1999, la ligne industrielle est promue au rang de ligne principale. La vitesse de référence passe de 40 à 60 km/h. La SNCB envisage de recevoir et expédier directement des trains depuis le faisceau sud, ce qui nécessitera l'électrification jusqu'à ce faisceau, qui est opérationnelle en 2006. Le raccordement à la ligne 59 est dédoublé afin de pouvoir accueillir des trains venant des deux directions sans rebroussement à Zwijndrecht (qui était précédemment l'occasion d'un relai de traction avec des motrices à moteurs thermiques).
- L'extension vers la rive droite via le tunnel du Liefkenshoek est finalement inaugurée fin 2014. La desserte du Waaslandhaven est également étendue par le bouclage de la ligne industrielle 211 qui en fait désormais le tour.

## Utilisation
- La ligne voit passer un intense trafic marchandise pour la desserte des docks de la rive gauche du port d'Anvers (Port du Pays de Waes).

## Galerie

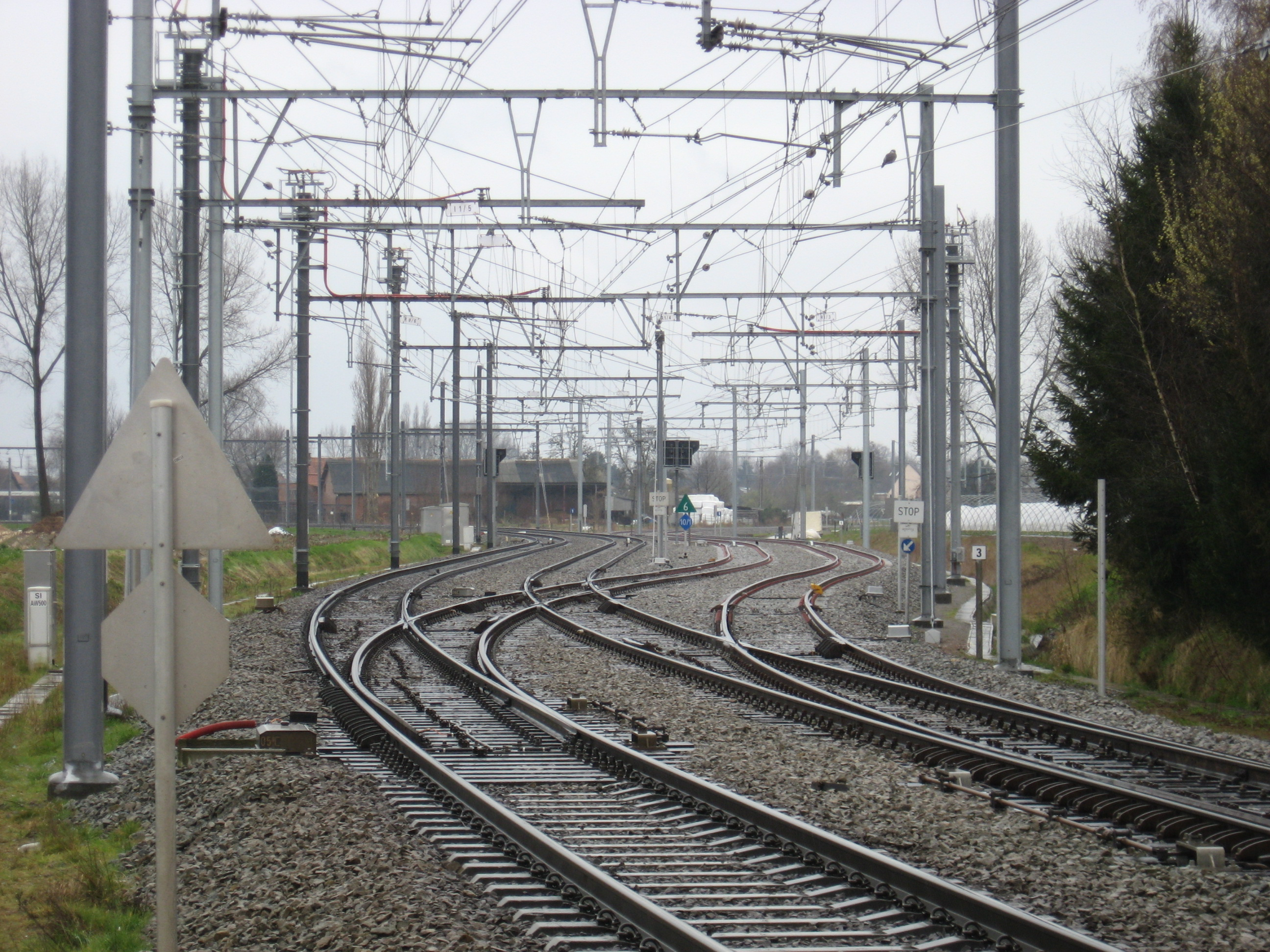
L'embranchement de la ligne 10 à la ligne 59, vers Gand